# 岩城成治
岩城 成治（いわき せいじ、1933年（昭和8年）6月24日 ～2011年10月4日）は、日本の政治家。北海道岩内高等学校卒業。自治大学校2部卒業。北海道岩内町生まれ。北海道岩内町町長（1983年 - 2003年）。
茅沼炭鉱軌道に2年間勤務後、1954年岩内町役場に入所。同町同町福祉課長、総務部長や同町助役を経て、1983年に岩内町役場を辞職して、岩内町長選挙に出馬し初当選。以後連続5期当選。2003年に新人候補者上岡雄司に1,000票以上の差をつけられ落選し、引退した。
家族として父に北海道ユネスコ副会長だった岩城幸治がおり、子息に富士電気商会代表取締役社長岩城直人がいる。また、親族に言語学者で札幌医科大学名誉教授の岩城禮三がいる。

## 駐
1. ↑  『新訂現代日本人名録　2002　1巻』（日外アソシエーツ編集・発行、2002年）p920
2. ↑  いっぱちの社長の独り言
3. ↑  自治タイムス社・岩城氏経歴
4. ↑  自治タイムス社・地方選挙News
5. ↑  以上につき、『北海道人物・人材リスト 2004 あ－お』（日外アソシエーツ編集・発行、2003年）p254

| スタブアイコン | サブスタブ | この項目は、まだ閲覧者の調べものの参照としては役立たない、人物に関連した書きかけの項目です。この項目を加筆・訂正などしてくださる協力者を求めています（P:人物伝/PJ:人物伝）。 |